# Namisom
Namisom nebo ostrov Nami (korejsky: 남이섬 – Namisǒm, anglickým přepisem Namiseom) je říční ostrov ve tvaru půlměsíce nacházející se v Čchunčchonu v provincii Kangwon v Jižní Koreji. K jeho vzniku došlo zaplavením okolních míst vodou z řeky Han v důsledku výstavby přehrady Čchongpchjong v roce 1944. Namisom každoročně přivítá přes 3 miliony turistů.

## Etymologie
Ostrov je pojmenován po generálu Nam-Im, který zemřel ve věku 28 let po falešném obvinění z velezrady za vlády krále Sedžo, sedmého krále korejské dynastie Čoson. Nam-Iho tělo údajně mělo být pohřbeno pod hromadou kamení na hoře na severu ostrova. Věřilo se, že odcizení jakéhokoli z kamenů přinese do domu jeho zloděje neštěstí. Nam-Iho pravý hrob byl nalezen v provincii Kjonggi.

## Geografie
Namisom se nachází 3,8 km od okresu Kapchjong, ale je součástí města Čchunčchon v provincii Kangwon. Ostrov měří v průměru přibližně 4 km a jeho rozloha činí 430 000 m².

## Historie
Roku 1965 Namisom odkoupil Min Bjong-Do a o rok později byla založena turistická společnost Gyeongchun Tourism Development Co., Ltd., která v dubnu 2000 změnila svůj název na Nami Island Co., Ltd. Roku 1966 tato společnost nechala ostrov přestavit na přírodní zábavní park. Namisom se hned po svém založení stal populární turistickou destinací.
V roce 2002 se v oblasti parku natáčelo televizní drama Winter Sonata od jihokorejské televizní stanice KBS, což ostrov proslavilo.

## Republika Naminara
Namisom je domovem Republiky Naminara, samozvaného mikronároda. Je popisována jako „turistická destinace zastávající se konceptu národa“. Po celém ostrově lze platit pamětní měnou zvanou nami tchongbo.

## Galerie

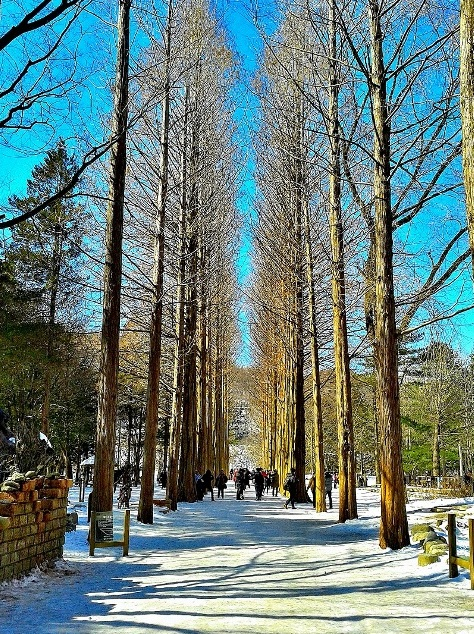
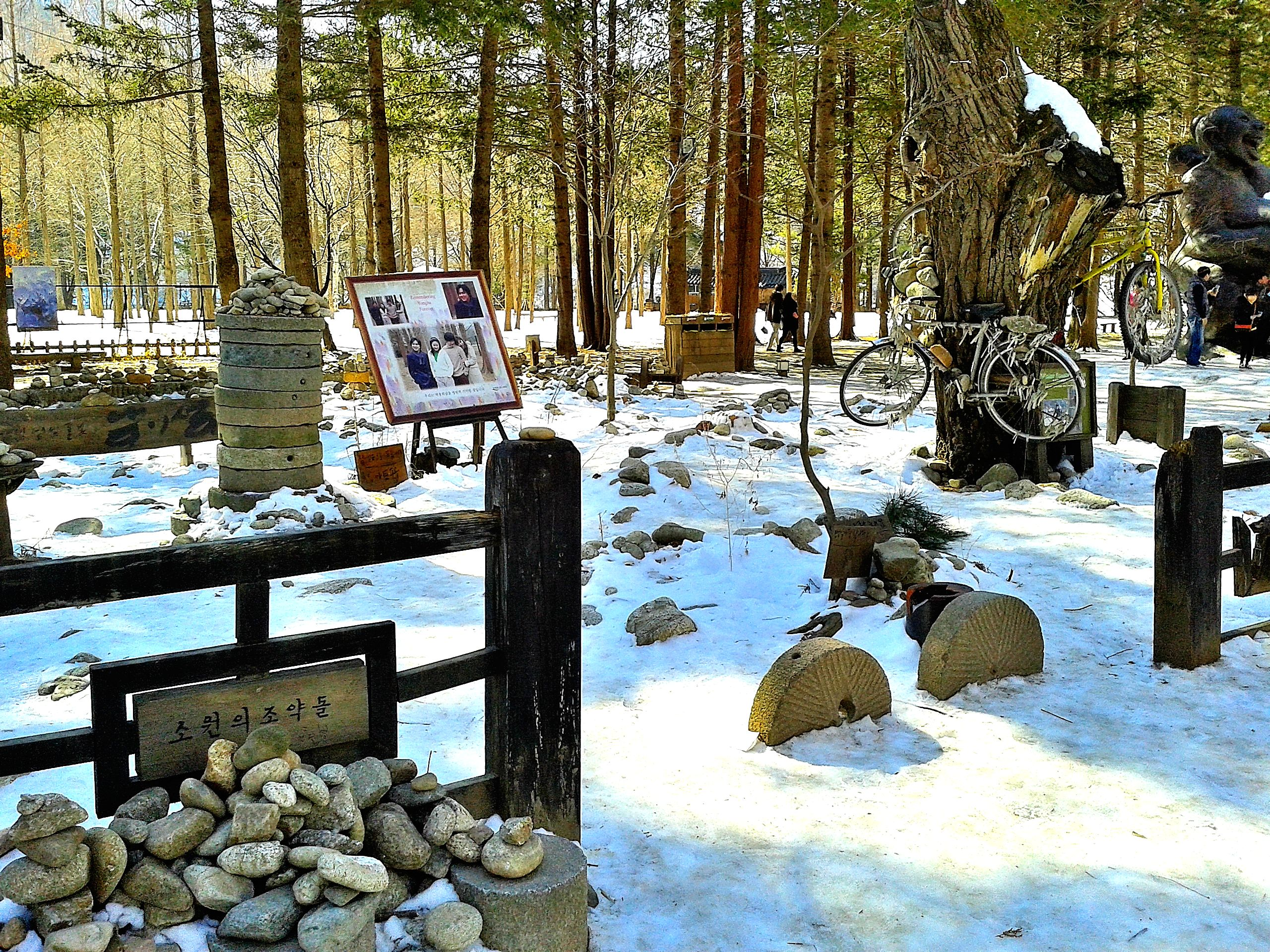
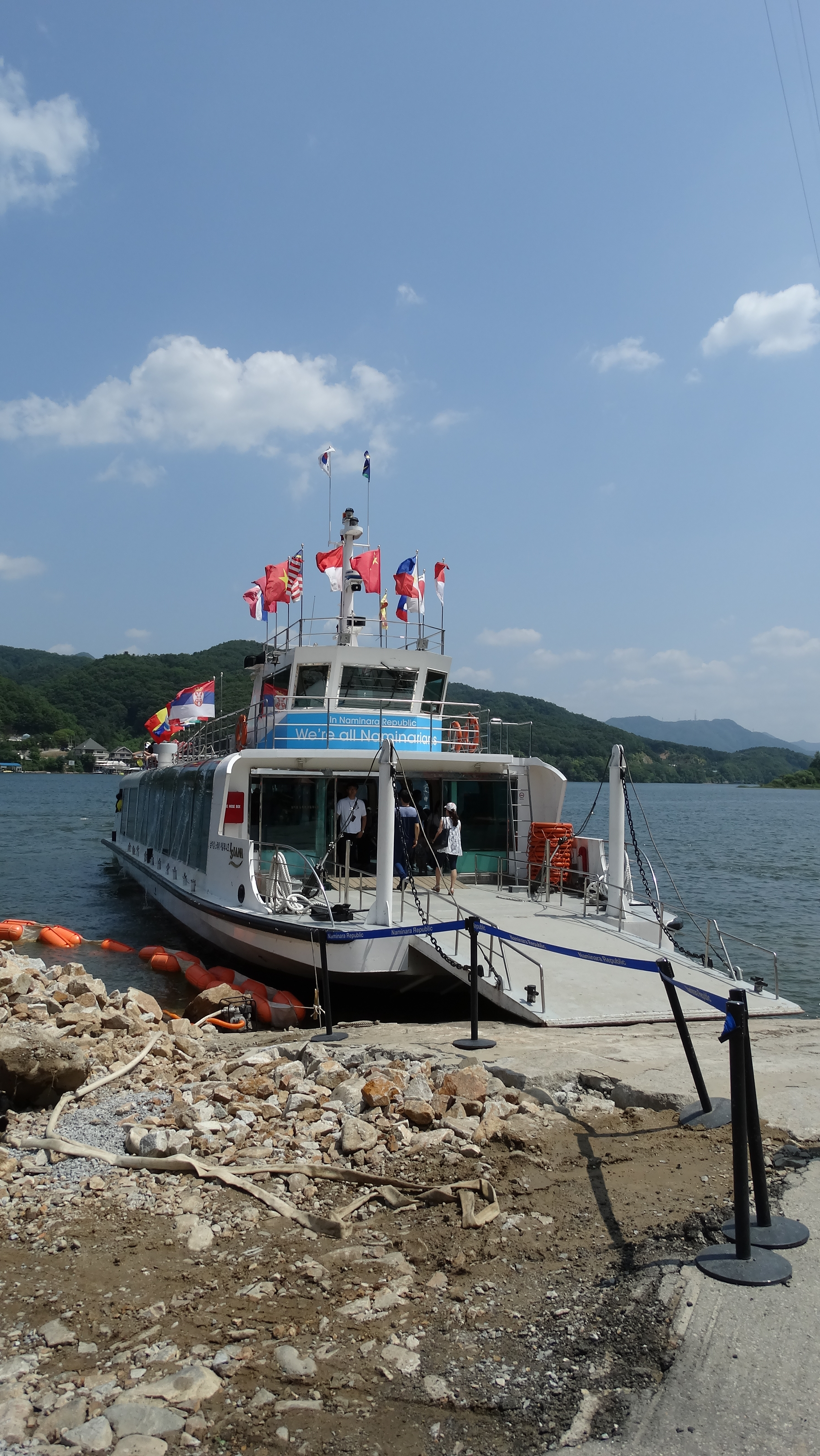
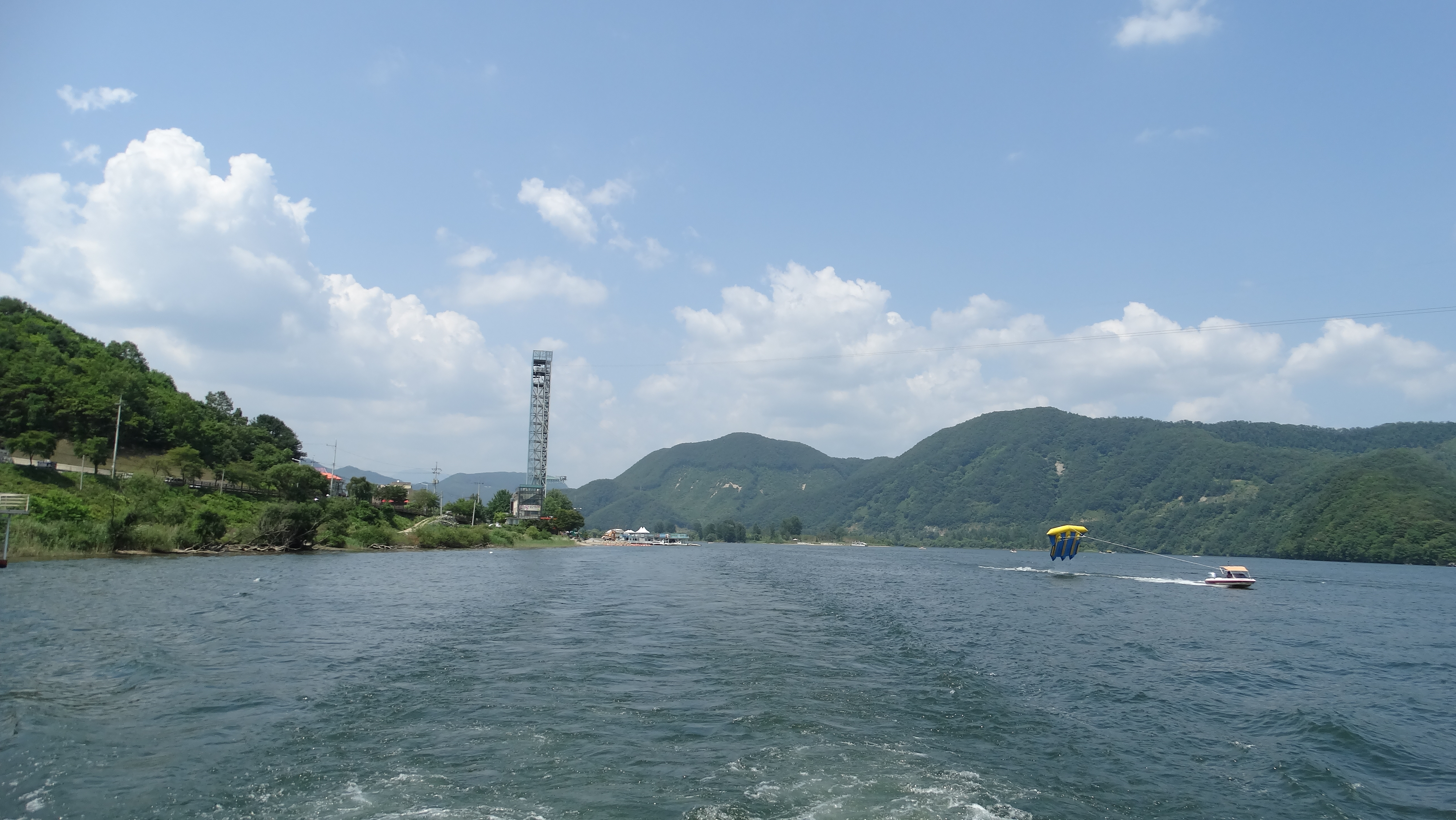
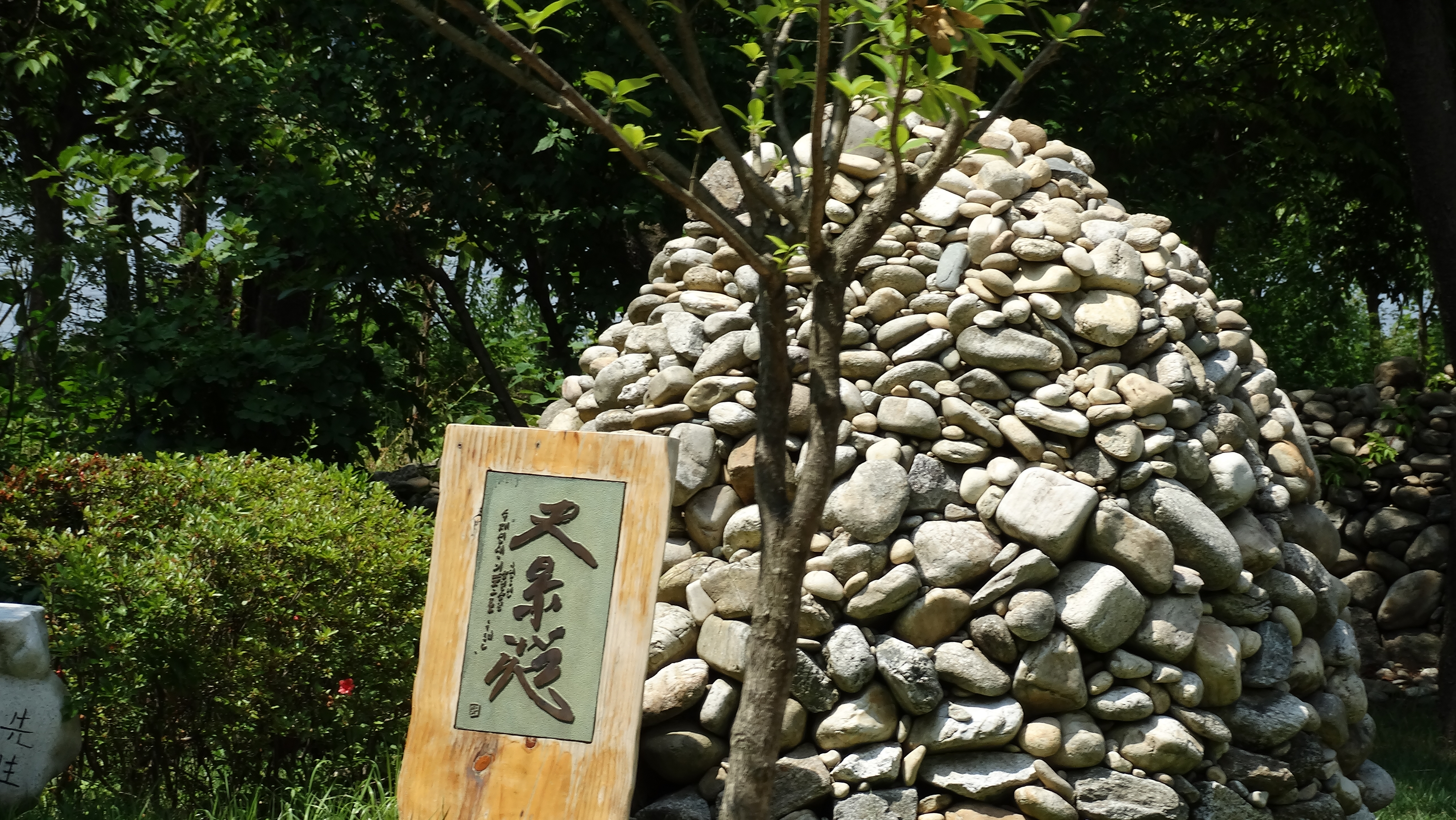
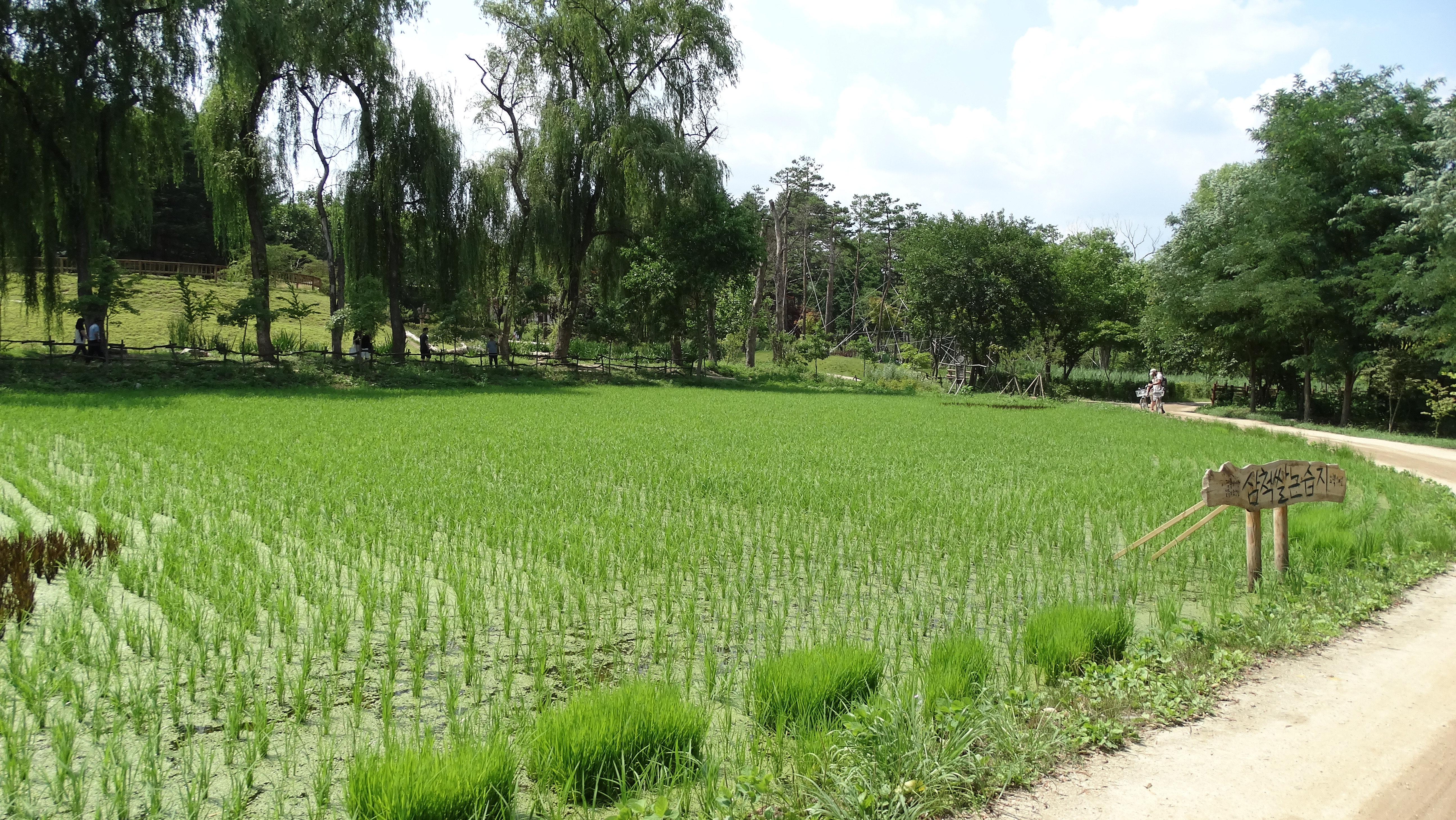